# Parafia Macierzyństwa Najświętszej Maryi Panny we Wrocławiu
Parafia Macierzyństwa Najświętszej Maryi Panny we Wrocławiu – rzymskokatolicka parafia znajdująca się w dekanacie Wrocław zachód I (Kozanów) w archidiecezji wrocławskiej. Obsługiwana przez księży archidiecezjalnych. Erygowana w 1945. Mieści się przy ulicy Pilczyckiej 139. 
Proboszczem od 2014 roku jest ks. kan. Jacek Dziadkiewicz. 29 czerwca, w Uroczystość śś. Apostołów Piotra i Pawła, w obecności dziekana dekanatu Wrocław-Zachód I księdza Andrzeja Nicałka, proboszcza parafii na Muchoborze Wielkim, objął urzędowanie w parafii. Wicedziekan dekanatu Wrocław zachód I (Kozanów). 

## Parafia
| Liczba mieszkańców:      |  | 13721 |
| Kościół pomocniczy:      |  | Wrocław-Pilczyce, pw. Macierzyństwa NMP |
| Kaplica cmentarna:       |  | Wrocław-Pilczyce |
| Odpust:                  |  | 1 stycznia |
| Nabożeństwo 40-godzinne: |  | przed Środą Popielcową |
| Wieczysta Adoracja:      |  | 25 grudnia |
| Przedszkole              |  | Przedszkole nr 150, ul. Ignuta 30; Przedszkole nr 19, ul. Koszykarska 2, "Przedszkole Pastelowe" przy parafii |
| Zespół Szkół             |  | Zespół Szkolno-Przedszkolny nr 7 (Szkoła Podstawowa nr 19, Przedszkole nr 64), ul. Koszykarska 2/4, Zespół Szkół nr 21 (Szkoła Podstawowa nr 75, Szkoła Podstawowa Specjalna nr 116 dla Dzieci z Mózgowym Porażeniem Dziecięcym) ul. Ignuta 28, Ośrodek Szkolno-Wychowawczy dla Dzieci Niesłyszących, ul. Dworska 8 |
| Szkoła Średnia           |  | Liceum Ogólnokształcące nr 6, ul. Hutnicza 45 |
| Opieka duszpasterska     |  | Dom Pomocy Społecznej, ul. Mączna |

## Zasięg parafii
Do parafii należą mieszkańcy Wrocławia (ulice: Bednarska, Dokerska, Dworska, Gosławicka, Górnicza, Gwarecka, Hutnicza, Ignuta, Koszykarska, Kozanowska (nr 73-117), Maślicka (nr 1-13), Mączna, Murarska, Nadrzeczna, Notecka, Paniowicka, Papiernicza, Pilczycka (nr 77 i 98 do końca), Rękodzielnicza, Sielska, Szklarska, Tkacka i Warciańska.

## Wspólnoty i ruchy
Żywy Różaniec, Kręgi Rodzin „Pro Familia”, Świecka Rodzina Świętego Franciszka, Ruch „Światło-Życie”, Krąg Biblijny, Eucharystyczny Ruch Młodych, Grupa Modlitewna, Liturgiczna Służba Ołtarza, Wspólnota „Wiara i Światło”, Parafialny Zespół Caritas.